# Bellerofonte Castaldi
Bellerofonte Castaldi (kolem 1581, Modena – 27. září 1649, tamtéž) byl italský hudební skladatel, básník a loutnista pozdní renesance a raného baroka.

## Biografie a tvorba
Castaldi byl skladatel a zpěvák, virtuos na theorbu, je znám jako básník a dobrodruh, ale i jako tvůrce hudebního stylu a editor vlastních oper. Byl jednou z nejzáhadnějších a nejvíce nonkonformních osobností svého věku; procestoval Itálii i Německo, nějaký čas žil v Benátkách, žil i v Modeně a Římě. Napsal pozoruhodné množství instrumentálních (určených většinou pro theorbu) skladeb často interpretačně vysoce náročných, ale také skladeb vokálních, které jsou významné vedle důrazu na melodii především rozšířením vokálů v té době nezvyklým a texty (jež psal rovněž Castaldi), psal mužské party ve svých skladbách pro tenory, což odporovalo tehdejšímu obvyklému využívání kastrátů nebo mužských falsetů pro zpívání ženských partů; tím vším bylo jeho dílo vzdálené tehdejší strohé akademické tvorby.

## Publikované dílo
- Capricci a 2 stromenti, cioè tiorba e tiorbino, e per sonar solo varie sorti di balli e fantasticarie Setnoforelleb Tebedual (poslední dvě slova je třeba číst pozpátku; Modena 1622).
- Primo Mazzetto di fiori musicalmente colti dal Giardino Bellerofonteo Venezia 1623.